# Catacraerus urbani
Catacraerus urbani är en skalbaggsart som beskrevs av Heinrich Bickhardt 1920. Catacraerus urbani ingår i släktet Catacraerus och familjen stumpbaggar. Inga underarter finns listade i Catalogue of Life.